# 意大利人都是好人
意大利人都是好人是一種論調，即主張法西斯義大利和義大利皇家陸軍在第二次世界大战期间几乎从没参与納粹大屠殺，也几乎从没犯下战争罪行。